# Anke Engelsmann
Anke Engelsmann (* 1950 in Castrop-Rauxel) ist eine deutsche Schauspielerin.

## Leben und Wirken
Von 1974 bis 1978 absolvierte sie ein Schauspielstudium an der Hochschule für Musik und Theater Hannover. Seit 1980 studierte sie an der „École du Cirque et du Mime“ in Paris. Von 1985 bis 1990 arbeitete sie bei der Bremer Shakespeare Company. Aktuell ist sie unter Claus Peymann fester Bestandteil des Berliner Ensembles und wirkt hier in zahlreichen Inszenierungen, etwa von Peymann selbst, von Robert Wilson und anderen.

## Filmografie (Auswahl)
- 1982: Ein Stück Himmel
- 1983: Ein Fall für zwei (Fernsehserie, Episode: Der Zeuge)
- 1983: Köberle kommt (Fernsehserie)
- 1984: Die Entspanner
- 1985: Tatort: Das Haus im Wald (Fernsehreihe, Episodenrolle)
- 2000: Tatort: Das letzte Rodeo
- 2002: Verrückt nach Paris